# Diaea taibeli
Diaea taibeli là một loài nhện trong họ Thomisidae.
Loài này thuộc chi Diaea. Diaea taibeli được Lodovico di Caporiacco miêu tả năm 1949.